# Trailanga

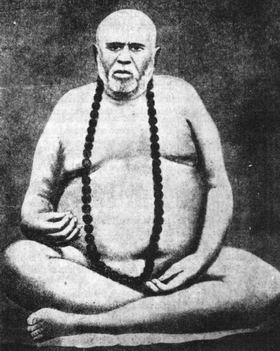
Trailinga Swami

Trailinga Swami foi um iogue e místico hindu que viveu na cidade de Varanasi, Índia.
Acredita-se na religião hinduista que Tralinga tenha vivido por mais de 300 anos até sua morte em 1888. Há relatos que ele comumente flutuava sobre o Rio Ganges por horas, além de ter aliviado a dor e sofrimento de diversas pessoas através de poder curativo.